# Brigitte Bermann Fischer
Brigitte Bermann Fischer (auch Bermann-Fischer, * 5. März 1905 in Berlin als Brigitte-Eva Fischer; gestorben 28. Mai 1991 in Camaiore) war eine deutsche Verlegerin, Schriftsetzerin und Kalligraphin. Sie war die älteste Tochter des Gründers des S. Fischer Verlags Samuel Fischer und übernahm nach dessen Tod, gemeinsam mit ihrem Ehemann Gottfried Bermann Fischer, die Geschäftsführung des Verlags.

## Leben
Brigitte Fischer erhielt eine umfassende verlegerische Ausbildung und lernte im väterlichen Unternehmen den Herstellungsprozess. Von Emil Rudolf Weiß wurde sie in Buchgestaltung unterrichtet, Handsatz und Pressendruck lernte sie in der Druckerei Otto von Holten. Gottfried Bermann lernte sie 1924 in Berlin kennen, sie heirateten 1927. Die beiden bekamen zwischen 1926 und 1931 drei Töchter, unter ihnen Gisela Fischer. Nachdem ihr Vater Samuel Fischer 1934 verstorben war, übernahm das Ehepaar den Verlag. 1935 emigrierte die Familie über Wien nach Stockholm und 1940 schließlich in die USA. In den 1940er Jahren übernahm Bermann-Fischer auch häufig die Buchausstattung der verlegten Bücher (Illustrationen, Schutzumschläge, Einbandentwürfe und Buchschmuck), war sie doch ausgebildete Setzerin und Kalligraphin. Für „Der Seelenbräu“ von Carl Zuckmayer (1945) gestaltete sie zum Beispiel den Schutzumschlag. 1948 kehrte das Verlegerehepaar nach Deutschland zurück, zog 1965 in die Toskana, wo Brigitte Bermann-Fischer 1991 verstarb.

## Veröffentlichungen
- S. Fischer und sein Verlag. Reden, Briefe, Aufsätze, gesammelt und zusammengestellt von Gottfried Bermann-Fischer und Brigitte Bermann-Fischer, Berlin & Leipzig (Poeschel & Trepte) 1926
- Brigitte Bermann-Fischer: Sie schrieben mir oder was aus meinem Poesiealbum wurde, Classen Verlag: Zürich & Stuttgart 1978 ISBN 978-3-7172-0273-8
- Gottfried Bermann Fischer und Brigitte Bermann Fischer: Briefwechsel mit Autoren, hrsg. von Reiner Stach unter red. Mitarb. von Karin Schlapp. Mit einer Einf. von Bernhard Zeller, S. Fischer: Frankfurt am Main 1990 ISBN 978-3-10-021602-1
- Brigitte Bermann-Fischer: „Zuck“ und sein Verleger: Erinnerungen, hrsg.v. Carl-Zuckmayer-Ges.: Mainz 1979, d-nb.info/800635914.
- In memoriam Brigitte Bermann Fischer 1905–1991, Frankfurt am Main: S. Fischer 1991